# Coppa dei Balcani 1988-1989
La Coppa dei Balcani per club 1988-1989 è stata la ventiquattresima edizione della Coppa dei Balcani, la competizione per squadre di club della penisola balcanica e Turchia.
È stata vinta dai greci dell'OFI Creta, al loro primo titolo.

## Squadre partecipanti
Il detentore della Coppa Balcani (Slavia Sofia) non partecipa.
| Squadra         | Stagione 1987-88 |
| --------------- | ---------------- |
| Labinoti        | 3º in Albania    |
| Lokomotiv Sofia | 5º in Bulgaria   |
| OFI Creta       | 4º in Grecia     |
| Radnički Niš    | 7º in Jugoslavia |
| U Craiova       | 5º in Romania    |
| Malatyaspor     | 3º in Turchia    |

## Primo turno

### Girone A
| Squadra     | Pti      | G        | V        | N        | P        | GF       | GS       | QR       |
| ----------- | -------- | -------- | -------- | -------- | -------- | -------- | -------- | -------- |
| OFI Creta   | 3        | 2        | 1        | 1        | 0        | 4        | 1        | 4.000    |
| Labinoti    | 1        | 2        | 0        | 1        | 1        | 1        | 4        | 0.250    |
| Malatyaspor | ritirato | ritirato | ritirato | ritirato | ritirato | ritirato | ritirato | ritirato |

|             | OFI | Lab | Mal |
| ----------- | --- | --- | --- |
| OFI         |     | 3-0 | —   |
| Labinoti    | 1-1 |     | —   |
| Malatyaspor | —   | —   |     |

#### Risultati
Il Malatyaspor non si è presentato ad Elbasan e si è ritirato dopo la partita casalinga contro l'OFI Creta. I suoi risultati vengono cancellati.
| Elbasan 26 ottobre 1988 | Labinoti | 3 – 0 A tavolino | Malatyaspor | Stadio Ruzhdi Bizhuta |

| Malatya 9 novembre 1988                                                                | Malatyaspor | 2 – 3 Annullata                | OFI Creta | Stadio Malatya İnönü |
| \| \| \| \| \| Giray 38’ Karaman 57’ \| Marcatori \| 52’, 88’ Napinakis 72’ Samaras \| |             |                                |           |                      |
|                                                                                        |             |                                |           |                      |
| Giray 38’ Karaman 57’                                                                  | Marcatori   | 52’, 88’ Napinakis 72’ Samaras |           |                      |

| Candia 23 novembre 1988 | OFI Creta | 3 – 0 | Labinoti | Stadio Theodoros Vardinogiannis |

| Elbasan 10 maggio 1989                         | Labinoti  | 1 – 1 | OFI Creta | Stadio Ruzhdi Bizhuta |
| \| \| \| \| \| Bilali 72’ \| Marcatori \| ? \| |           |       |           |                       |
|                                                |           |       |           |                       |
| Bilali 72’                                     | Marcatori | ?     |           |                       |

### Girone B
| Squadra               | Pti | G | V | N | P | GF | GS | QR    |
| --------------------- | --- | - | - | - | - | -- | -- | ----- |
| Radnički Niš          | 5   | 4 | 2 | 1 | 1 | 6  | 5  | 1.200 |
| Universitatea Craiova | 5   | 4 | 2 | 1 | 1 | 2  | 2  | 1.000 |
| Lokomotiv Sofia       | 2   | 4 | 1 | 0 | 3 | 6  | 7  | 0.857 |

|           | Rad | Cra | Lok |
| --------- | --- | --- | --- |
| Radnički  |     | 0-0 | 2-1 |
| Craiova   | 1-0 |     | 1-0 |
| Lokomotiv | 3-4 | 2-0 |     |

#### Risultati
| Sofia 25 ottobre 1988 | Lokomotiv Sofia | 2 – 0 | U Craiova | Stadio Lokomotiv |

| Craiova 9 novembre 1988 | U Craiova | 1 – 0 | Radnički Niš | Stadionul Central |

| Niš 24 novembre 1988 | Radnički Niš | 2 – 1 | Lokomotiv Sofia | Stadion Čair |

| Craiova 4 aprile 1989 | U Craiova | 1 – 0 | Lokomotiv Sofia | Stadionul Central |

| Niš 9 maggio 1989 | Radnički Niš | 0 – 0 | U Craiova | Stadion Čair |

| Sofia 16 maggio 1989 | Lokomotiv Sofia | 3 – 4 | Radnički Niš | Stadio Lokomotiv |

## Finale
| Squadra 1 | Risultato | Squadra 2    |
| --------- | --------- | ------------ |
| OFI Creta | 3–1       | Radnički Niš |

| Arbitro: | Dimitar Dimitrov (Bulgaria) |

| |            | |
| Batzinilos 53’ Vlastos 70’ N. Papavassilou 90’                                                                                                  | Marcatori  | 40’ Višnjić |
| Chossadas Vavulias Gullis Patentzis Andreanidis G. Papavassilou Vlastos Tsymbos (N. Papavassiliou) Batzinilos Nobilas (Chirilonvidis) Marinakos | Formazioni | Pejić Milošević Momčilović Kuzmanovski Antić M. Manojlović Antonijević (Radosavljević) D. Manojlović Aleksić Višnjić Lukić (Cvejić) |
| Gerards | Allenatori | Halilović |